# Universidade Emory
A Universidade Emory (em inglês Emory University) está localizada na região metropolitana de Atlanta, Georgia, Estados Unidos. Foi fundada em 1836 em Oxford, Georgia. O principal campus, localizado em Atlanta, no condado de DeKalb, foi construído em 1915, a partir de terras doadas por Asa Griggs Candler, que na época era presidente da Coca-Cola Company.

## Escolas da Emory
- Emory College of Arts and Science
- Oxford College
- Goizueta Business School
- Laney Graduate School
- School of Law
- School of Medicine

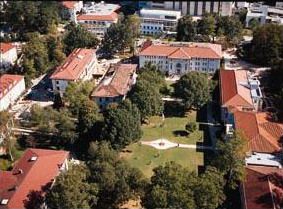
Vista aérea do campus

- Nell Hodgson Woodruff School of Nursing
- Rollins School of Public Health
- Candler School of Theology